# André Romand
 (avril 2023).
Si vous êtes l’auteur de ce texte, vous êtes invité à donner votre avis ici. À moins qu’il soit démontré que l’auteur de la page autorise la reproduction et que ce contenu soit compatible avec les principes fondateurs de Wikipédia, cette page sera supprimée ou purgée au bout d’une semaine maximum. En attendant le retrait de cet avertissement, veuillez ne pas réutiliser ce texte.
Pour les articles homonymes, voir Romand.
 (avril 2023).
Si vous disposez d'ouvrages ou d'articles de référence ou si vous connaissez des sites web de qualité traitant du thème abordé ici, merci de compléter l'article en donnant les références utiles à sa vérifiabilité et en les liant à la section « Notes et références ».
 (avril 2023).
Motif : Abus d'emphases (copyvio possible)
André Romand, né le 23 avril 1889 à Troyes et mort le 8 mars 1982 dans la même ville, est un peintre français.

## Biographie
André Romand nait le 23 avril 1889 à Troyes. Ses parents sont tous deux des commerçants. Durant sa jeunesse, il fréquente l’école municipale des Beaux-arts. Très vite, contre l’avis parental, il part à Paris étudier les cours des Arts décoratifs puis, trois ans plus tard, ceux de l’école nationale des Beaux-arts. À 18 ans, il est reçu aux Artistes français. Il y a pour maîtres Gabriel Ferrier et François Flameng, l’atelier de celui-là est fréquenté par Matisse et Domergue. Le jeune artiste fait alors ses premiers pas dans les salons de la Société artistique de l'Aube, travaillant déjà l'aquarelle et la peinture à l'huile.
Appartenant à la classe 1909, les trois années de son service militaire débouchent presque immédiatement sur les quatre années de guerre. 
Dès 1914, André Romand est mobilisé dans l’infanterie au 288e basée à Mirande (Gers). Palette en main, il dessine, « croque » tout ce que la guerre lui montre. Des tranchées aux paysages solitaires, en passant par les loisirs des soldats, environ deux cents aquarelles et quelques croquis sont ramenés de ces quatre terribles années. Romand peint aussi l’autre à travers des caricatures et des portraits. Dans ses interrogations, le peintre a surtout dessiné les visages des bataillons coloniaux. L’artiste n’épargne rien de la guerre, des cadavres aux blessés dans les hôpitaux dont il a fait partie plusieurs fois, André Romand expose un témoignage fort et vrai de ce qu’il voit, ce qu’il ressent. Ce témoignage « à vif » est déjà remarqué à cette période. Il y eut tout d'abord en avril 1916 une exposition troyenne d'artistes mobilisés où six de ses aquarelles de guerre sont montrées (Gabriel Grosley écrit dans la Tribune de l'Aube : « André Romand a beaucoup de savoir-faire, son dessin est en même temps souple et nerveux. Il y a une tête de "vieux patrouilleur" qui est expressive. Nous en faisons le type du poilu de 1915. "Intérieur d'abris" et le "cuisinier des tranchées" nous initient à la vie rudimentaire et fruste menée par les combattants modernes... ». Une exposition plus importante nait en juillet 1916 à l'initiative du Bulletin des Armées de la République à laquelle André Romand participera sur la base d'un volontariat. Il créera une affiche pour cet événement, bien que celle-ci ne soit pas retenue officiellement.
Tandis que certains artistes sont recrutés par l'armée pour illustrer la guerre, André Romand n'en fait pas partie et répond à un désir personnel de représentation. Les critères pour obtenir le statut de peintre aux armées pendant la période 14-18 sont tels qu'il n'y a aucune possibilité pour lui d'y accéder : les candidats sont retenus en fonction de leur âge et de leur situation militaire. Les artistes d'âge mur, mobilisés dans les services auxiliaires ou dans la réserve de l'armée territoriale, ainsi que ceux qui sont dégagés des obligations militaires peuvent seuls y prétendre. Il n'en est pas de même des plus jeunes, considérés par l'administration militaire uniquement comme des combattants, or André Romand a vingt-cinq ans à sa prise de service.
La dernière année de guerre met en exergue l'amour du peintre pour le milieu aquatique avec une convalescence à Brest. Il en ramène des aquarelles de paysage et des portraits de matelots, notamment des Américains.
La guerre finie, médaille militaire et croix de guerre 14-18, le soldat rentre chez lui. De nombreux courriers témoigneront son désir de vendre les aquarelles qu’il a faites durant la guerre, il en vendra quelques-unes à des amicales d’anciens soldats, fera dès 1919 des expositions pour promouvoir son œuvre, mais la quantité de dessins, d’aquarelles et autres témoignages de la guerre est tellement importants en ces années là qu’il aura du mal à vendre ses aquarelles. La ville de Paris, le ministère de la guerre et la ville de Troyes lui en achèteront quelques-unes. En 1921, après son mariage, le peintre s’installe à Rosnay-l'Hôpital, petit village de l’Aube. Un repos bien mérité après ses dures années, arrive enfin. Romand aime tout particulièrement la vie rurale, elle l’apaise et l’inspire.
Peut-être en raison de plus de temps, le peintre laisse l’aquarelle de côté pour se concentrer sur la peinture à l’huile. Il exposera et vendra de nombreuses œuvres par le biais des salons annuels de la Société artistique de l'Aube.
« Il ne peint pratiquement jamais sur toile. Il préfère le bois, « la toile cède » dit-il, il me faut quelque chose de dur, un matériel qui résiste. Et vraiment il en a besoin parce qu’il ne travaille pas seulement avec la brosse, il se sert des doigts, des ongles, d’un couteau, d’un bout de bois ou d’un instrument quelconque qui lui tombe entre les mains » (Express de l'Aube, 1942).
Il a indubitablement son style, mais on trouve chez lui quelques traces d’impressionnisme, par ses couleurs véhémentes il touche également au fauvisme. Sa manière est généralement rugueuse, sa dominante est souvent sombre bien qu’il éclaircisse sa palette dans ses marines (il reviendra souvent l’été en Bretagne) ou ses paysages d’automne.
L'homme aime aussi à s’évader. Il fait le tour de la France et en ramènera de nombreuses toiles, des paysages de Bretagne à la Savoie en passant par le Pays basque. L’une de ses premières expositions a lieu en 1927, chez Collet Frères, décorateurs rue Thiers à Troyes, où ses peintures sont très appréciées. L’originalité de l’artiste consiste à utiliser aussi bien le couteau que la brosse, selon le sujet.
Jusqu’à la guerre de 1939, sa remorque camping le conduit à travers la France, la Belgique, la Suisse. Pendant la période 1940-44, l’artiste continue à peindre, et ses toiles sont remarquées par l’occupant. Il est appelé à décorer le mess de Mailly-le-Camp. Il accepte, à la condition de ne représenter que des sites de France, et de peindre à même les murs, afin d’éviter l’enlèvement outre Rhin !
La période d’après-guerre est fructueuse pour l’artiste qui va enchaîner les expositions. Il expose à Troyes mais aussi à Dijon en 1948 et à Sens en 1949. De nombreux journaux relatent les faits. La reconnaissance arrive vraiment en 1954, des industriels troyens font alors appel à lui, pour fixer les scènes typiques de notre grande activité : ateliers de bonneterie, métiers, salles de bobinage, de couture, de confection, de teinture…
Du 29 décembre au 14 janvier 1954, André Romand expose soixante-deux de ses peintures et dix aquarelles à la galerie Marcel Bernheim à Paris.
Dans la presse écrite, son art reçoit une certaine reconnaissance.
Le Monde écrit le 8 janvier 1954 :« André Romand est un peintre classique. Sa maîtrise sait faire apparaître la lumière comme par enchantement ».
Arts écrit le 14 janvier 1954 : « Ses toiles respirent la fraîcheur du paysage ».
Le New York Herald Tribune écrit : « Comme paysagiste, il a peu d’égaux parmi ses contemporains ».
En 1963, le musée de la Grande Guerre de Vincennes acquiert cinq aquarelles de l’artiste. Information très relayée dans la presse locale qui se glorifie d’avoir un troyen tel que lui. André Romand continue par la suite d’exposer, à Troyes principalement. Il passe une retraite agréable, ne cessant jamais de peindre et s’essayant même à la sculpture.
Il décède le 8 mars 1982 dans la ville qui l’a vue naître et sera inhumé au cimetière de Rosnay-l'Hôpital dans le caveau familial.
Deux expositions depuis sa mort, la première en 1985 aux Arcades à Troyes, une évocation de son œuvre et plus récemment toujours aux Arcades un accrochage de toutes les aquarelles de guerre 14-18 retrouvées dans la maison familiale de Rosnay-l'Hôpital.
La Ville de Troyes donne son nom à une rue nouvelle, en 2009.

## Collections publiques
- Musée de la Grande Guerre du pays de Meaux